# Belecasac
Belecasac (Belekasak) ist ein osttimoresischer Suco im Verwaltungsamt Maucatar (Gemeinde Cova Lima).

## Geographie
Vor der Gebietsreform 2015 hatte Belecasac eine Fläche von 22,78 km². Nun sind es 32,56 km². Der Suco bildet den Osten des Verwaltungsamts Fohorem. Im Westen liegen die ebenfalls zu Maucatar gehörenden Sucos Holpilat und Ogues. Südlich und östlich liegt das Verwaltungsamt Suai mit seinem Suco Labarai. Im Norden grenzt Belecasac an das indonesische Westtimor. Die Ostgrenze bildet der Fluss Raiketan. Die größeren Dörfer liegen an der Ostspitze des Sucos: Hasain und Ila. Die Letzteren beiden liegen an einer Überlandstraße, die von der Gemeindehauptstadt Suai nach Norden führt. Hasain verfügt über eine Grundschule, Hasain außerdem über eine medizinische Station.
Im Suco befinden sich die sieben Aldeias Busado (Busadau), Dais, Du'ut, Gazolo, Ila, Loloba und Lolowa.

## Einwohner

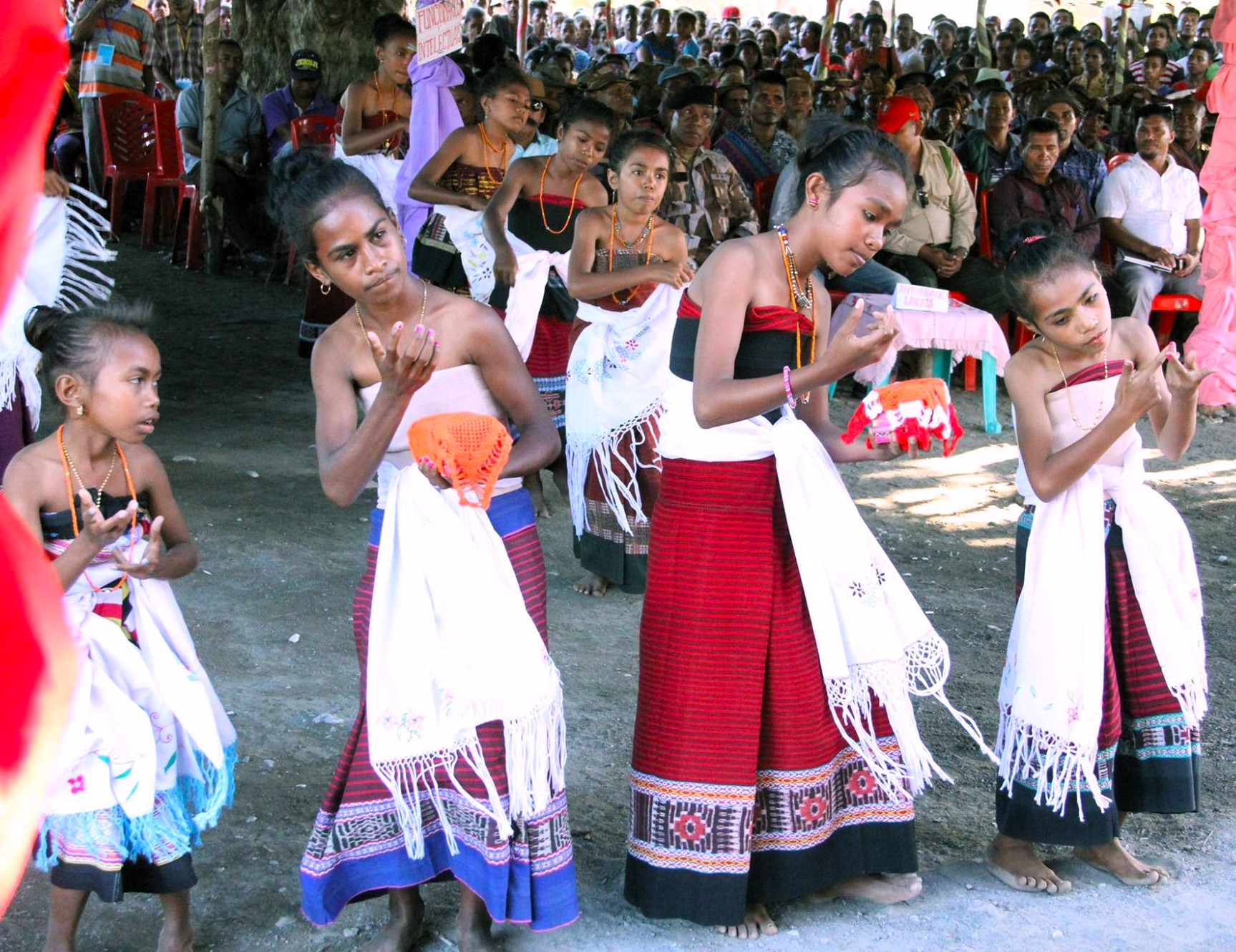
Mädchen beim Tanzen (2016)

Im Suco leben 2.639 Einwohner (2022), davon sind 1.362 Männer und 1.277 Frauen. Im Suco gibt es 451 Haushalte. Über 95 % der Einwohner geben Bunak als ihre Muttersprache an. Minderheiten sprechen Tetum Prasa oder Tetum Terik.

## Politik

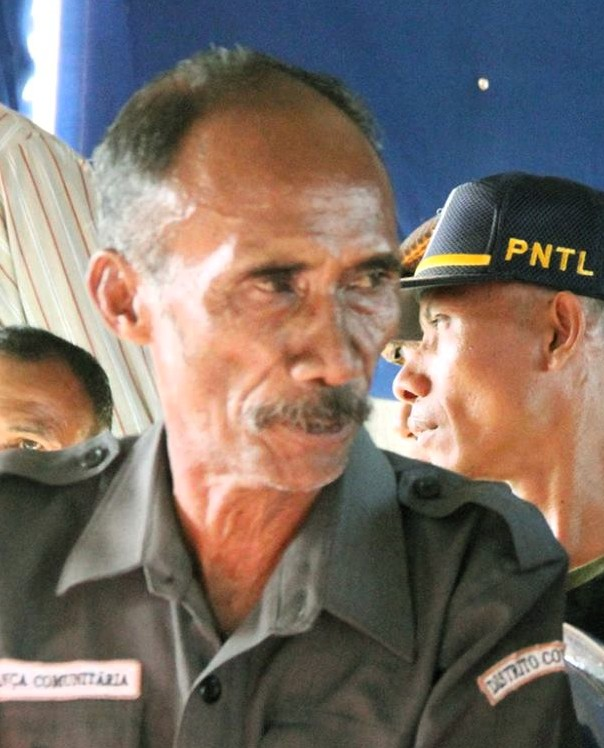
Agustinho Gusmão (2016)

Bei den Wahlen von 2004/2005  wurde Tomas Amaral zum Chefe de Suco gewählt. Bei den Wahlen 2009  gewann Agustinho Gusmão und 2016 Leonito Gusmão.